# Polo Villaamil
Polo Villaamil (Madrid, 18 november 1979) is een Spaans autocoureur.

## Carrière
Nadat hij had deelgenomen in het karting, stapte Villaamil in 1997 over naar het formuleracing in de Spaanse Formule Renault, die hij winnend afsloot.
In 1998 maakte Villaamil de overstap naar de nieuwe Euro Open by Nissan. Hij eindigde hier achter Marc Gené, Angel Burgueño en Manuel Gião als vierde in het kampioenschap met vijf podiumplaatsen. Dat jaar nam hij ook deel aan twee races in de Formule 3000 voor het team Elide Racing. In zijn eerste race op de Motorsport Arena Oschersleben wist hij zich niet te kwalificeren, terwijl hij in zijn tweede race op het Circuit de Catalunya als 24e eindigde. Hierdoor werd hij 41e in het kampioenschap zonder punten.
In 1999 nam hij deel aan het gehele seizoen van de Formule 3000 voor het team Coloni. Van de tien races wist hij zich echter alleen te kwalificeren op de A1 Ring en de Hungaroring. Op de A1 Ring werd hij als negende en eindigde hierdoor als 26e in het kampioenschap. Ook nam hij dat jaar deel aan vier races van de Italiaanse Formule 3000 en eindigde hierin als elfde met vier punten, behaald door een pole position en een derde plaats op het Autodromo Vallelunga.
In 2001 startte Villaamil opnieuw in de Italiaanse Formule 3000, dat inmiddels haar naam had veranderd naar de Euro Formule 3000, en eindigde als achtste in het kampioenschap. In 2002 maakte hij de overstap naar de World Series by Nissan voor het team Campos Motorsport en eindigde met een podiumplaats op het Autódromo José Carlos Pace als tiende. In 2003 stapte hij over naar RC Motorsport en eindigde met een overwinning op het Circuit Ricardo Tormo Valencia als elfde.
In 2005 nam Villaamil deel aan zijn thuisraceweekend in Valencia in het World Touring Car Championship voor het team GR Asia in een Seat Toledo Cupra. Hij eindigde deze races als 15e en 21e.